# ويليام إم. بينيت
ويليام إم. بينيت هو سياسي أمريكي، ولد في 11 يوليو 1869 في ناشفيل في الولايات المتحدة، وتوفي في 16 يناير 1930 في مانهاتن في الولايات المتحدة. نشط حزبياً في الحزب الجمهوري. وقد انتخب عضو جمعية ولاية نيويورك ‏ وانتخب عضو مجلس ولاية نيويورك ‏.